# Balcon (théâtre)
Pour les articles homonymes, voir Balcon (homonymie).

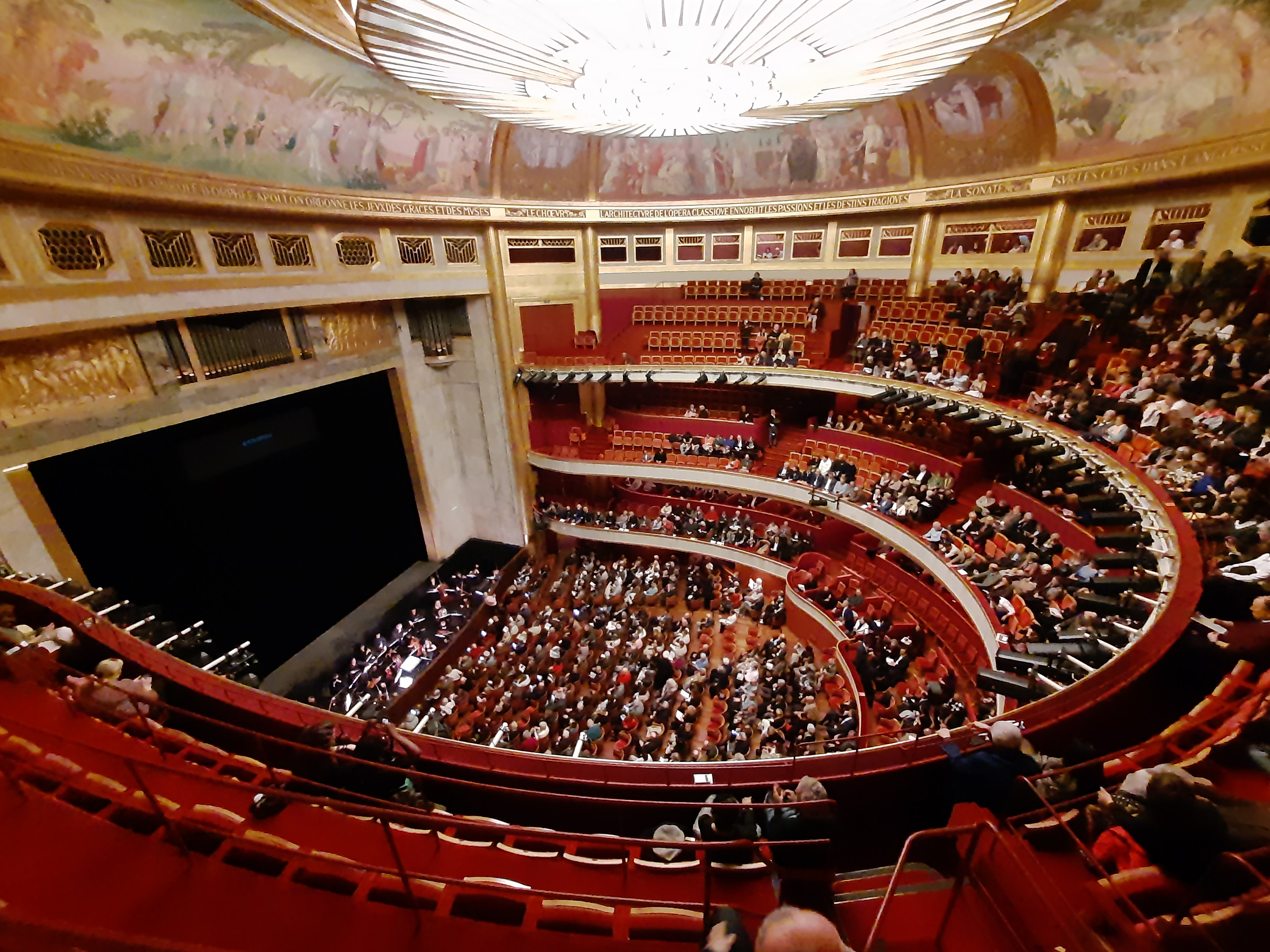
Salle du Théâtre des Champs-Élysées avec en bas l'orchestre surmontée par la corbeille et les premier et deuxième balcons.

Le balcon désigne, au théâtre, une galerie surélevée où les spectateurs peuvent s'asseoir pour assister à une représentation.

## Description
Le balcon est une forme de galerie, une plate-forme surélevée généralement soutenue par des colonnes ou des supports, qui dépasse généralement d'un mur intérieur afin d'accueillir un public supplémentaire. Il offre une vue plongeante sur la scène et est généralement situé au-dessus de l'orchestre. 
Certains balcons peuvent porter des noms spécifiques. Le nom de corbeille est ainsi généralement donné au premier balcon au-dessus de l'orchestre. Si le théâtre possède plusieurs balcons, ceux au-dessus de la corbeille reçoivent alors le nom de premier balcon, deuxième balcon et ainsi de suite, même si dans la pratique il s'agit en fait des deuxième et troisième balcons. Un dernier étage, situé au-dessus des loges et des balcons reçoit parfois le nom de paradis ou poulailler. Tout les théâtres n'ont pas de paradis.